# Opilia amentacea
Opilia amentacea är en tvåhjärtbladig växtart som beskrevs av William Roxburgh. Opilia amentacea ingår i släktet Opilia och familjen Opiliaceae. Inga underarter finns listade i Catalogue of Life.